# Cool and the Crazy
Cool and the Crazy è un film per la televisione drammatico del 1994 scritto e diretto da Ralph Bakshi. La pellicola racconta di Michael e Roslyn, una coppia infelice e sposata alla fine degli anni cinquanta. Il film è stato girato a Los Angeles, California.
Il film divenne noto per le forti e valide interpretazioni di attori a quei tempi emergenti e poco conosciuti.